# Sant'Ambrogio sul Garigliano
Sant'Ambrogio sul Garigliano é uma comuna italiana da região do Lácio, província de Frosinone, com cerca de 984 habitantes. Estende-se por uma área de 8 km², tendo uma densidade populacional de 123 hab/km². Faz fronteira com Rocca d'Evandro (CE), Sant'Andrea del Garigliano, Sant'Apollinare.

## Demografia
| Variação demográfica do município entre 1861 e 2011                               |
|                                                                                   |
| Fonte: Istituto Nazionale di Statistica (ISTAT) - Elaboração gráfica da Wikipedia |